# Jacques Collot
 (septembre 2020).
 (mars 2023).
Pour les articles homonymes, voir Collot.
Jacques Collot (né le 9 avril 1923 et mort le 19 juillet 2003) est un pilote de vitesse moto français.

## Biographie

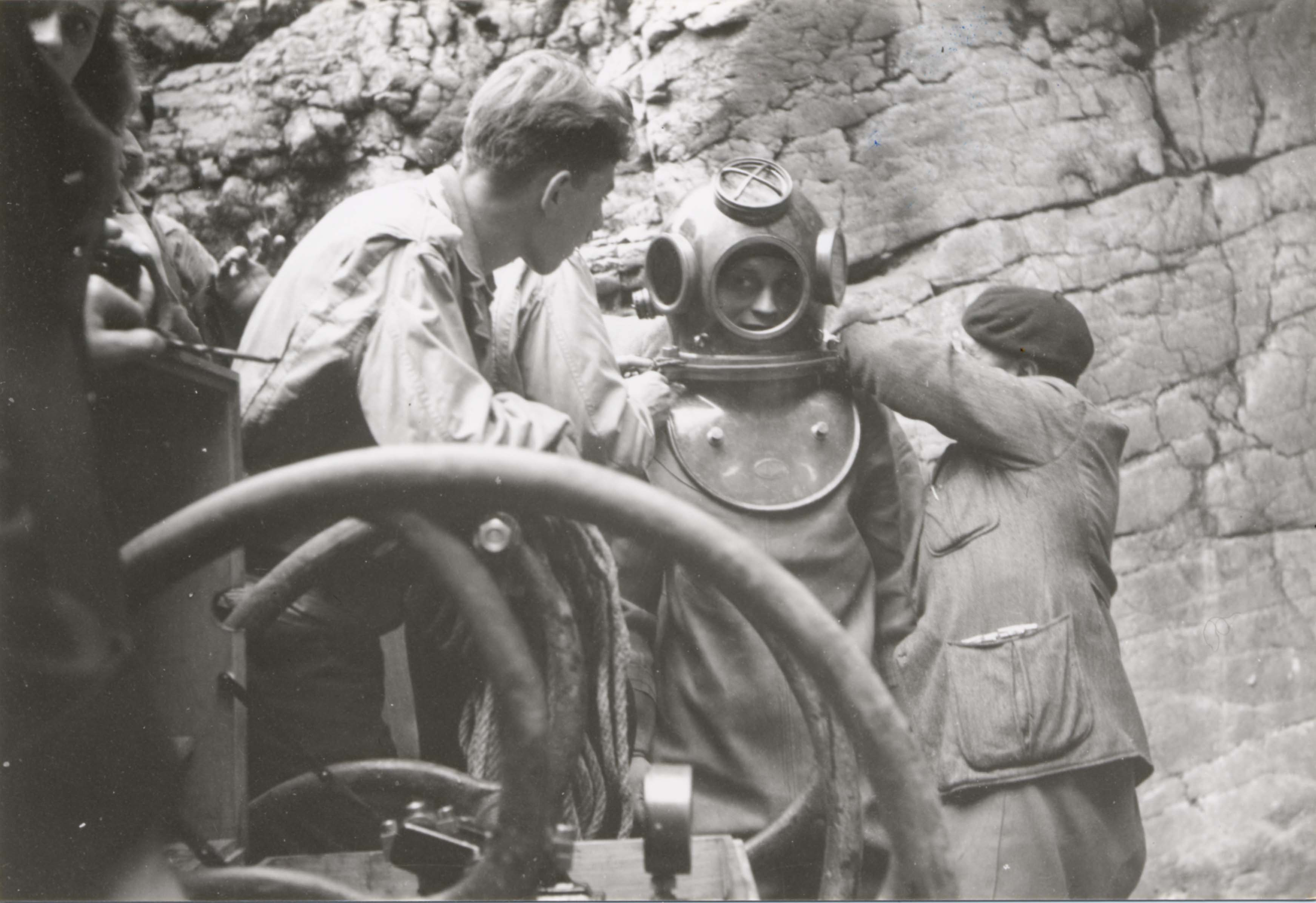
Jacques Collot descend en scaphandre lourd dans le gouffre du Frais-Puits (photo Gilbert Kolb, 26 mai 1946)

Jacques Collot est né le 9 avril 1923 à Vesoul. Il fut apprenti mécanicien chez le constructeur de motos Terrot (Dijon), résistant, policier militaire, archéologue et spéléologue au sein du Spéléo-Club de Vesoul (SCV) et de l’Association Spéléologique de l'Est (ASE), plongeur, garagiste, amateur d'antiquités.
Il est connu pour sa carrière de pilote motocycliste privé entre 1947 et 1959, sur Terrot, Gilera et surtout Norton Manx. Il fut sacré 2 fois Champion de France Inters dans la catégorie 350 cm3 (1956 et 1958) et surtout six fois Champion de France Inters dans la catégorie 500 cm3 (1952, 1953, 1954, 1955, 1957 et 1958).
Ses parents Lucien et Marie Collot, mariés en 1916, ont eu un premier fils prénommé Jean en 1917. Ils avaient ouvert une épicerie puis un garage Terrot et Shell au boulevard de Besançon à Vesoul. En plus des travaux à l'atelier, Lucien Collot travaillait au dépôt ferroviaire de la Compagnie de l'Est.

## État-major FFI départemental[2]
Jean Collot, son frère aîné, est mobilisé en 1939 au 2e escadron du 11e Chasseurs de Vesoul avec le grade de maréchal-des-logis. Il est affecté au 4e GRDI (Chef d'Escadrons de Moustier) et passe chef. Blessé au guidon de son side-car le 28 mai 1940 à Verlinghem (Nord) en tentant de forcer les lignes ennemies, il meurt des suites de ses blessures à l'hôpital militaire Saint-Vaast de Béthune le 16 juin 1940. Cela détermine en bonne partie l'engagement de Jacques Collot dans la Résistance. 

### La collecte de renseignements
La nuit, Jacques Collot décroche les affiches de propagande pour le STO ; il collecte aussi des renseignements (qui seront acheminés ensuite à Paris ou en Suisse) pour le Service de Renseignements (SR). Ainsi, il participe à la prise de films du camp d'aviation allemand de Luxeuil, grâce à une caméra cachée dans un tonneau attaché sur le toit d'un véhicule entre des valises. Avec le photographe vésulien René Larcher, il filme également des convois de véhicules et de troupes ennemis. Il connaît bien aussi certains membres d'autres réseaux présents à Vesoul, comme Défense de la France, Marco Polo devenu Béarn en 1943, Lorraine ou encore Libé-Nord qui font le même travail et prennent en charge des évadés, cache des réfractaires au STO etc.

### Le groupe Bir-Hakeim
Devenus réfractaires au STO, Jacques Collot et quelques amis vésuliens eux aussi en contact avec différents réseaux de renseignements (Pierre Clave, Roger Raymond et Jean Dené) établissent une modeste cache d’armes à la grotte d’Échenoz, constituée de matériel et de munitions récupérées çà et là. Ils s'y réunissent de temps à autre, et bientôt, Ils décident de constituer un maquis baptisé Bir Hakeim établi à la date du 17 juin 1943 au lieu-dit La Côte aux Bornes, dans une ferme abandonnée depuis des décennies. Jacques Collot avait reconnu l'endroit lors d'une fouille du SCV en juillet 1940. Ils connaissent les difficultés du ravitaillement en temps de pénuries : les repas se limitent alors à bien peu de choses : des sardines, du sucre, etc. Ils sont d'abord équipés de 13 fusils mousquetons apportés par M. Arranz, un habitant du Magnoray qui les avait récupérés vraisemblablement après la débâcle de 1940. 
Puis ils obtiennent enfin du matériel anglais (des PM Sten notamment) provenant peut-être du parachutage effectué le 17 août 1943 sur le terrain Brahms, et récupéré à l'époque par l'équipe Tinchant. Quelques jours plus tard, le groupe Bir Hakeim part et construit une baraque au lieu-dit La Côte, un campement moins sommaire et plus fonctionnel. Quelques armes françaises ont été récupérées, notamment un FM 24/29 sans culasse découvert dans la tour du château de Rupt-sur-Saône et rafistolé par le serrurier vésulien Choffel. D’autres résistants les rejoignent : les frères Rousselle, Jacques Delaval, Roger Vilminot, Marcel Péronniat… Le groupe s’installe près de Vellefaux, tantôt dans l’ancienne mine, tantôt dans les bois, en attendant l’achèvement d’une nouvelle baraque. Des grenades dégoupillées sont suspendues dans les buissons environnants, afin de prévenir toute incursion de patrouilles ennemies. D'autre part, pour échapper à un éventuel repérage ou une dénonciation, une nouvelle baraque en bois est construite au lieu-dit Le Ronvaux par Jacques Collot et Vogt. Peu après, le groupe Bir-Hakeim change encore de localisation : il trouve refuge au village abandonné des Evêques, près d’Andelarre.

### LeGroupe de protection de l'état-major FFI
Le 17 juin 1944, l’État-Major FFI départemental dominé par Défense de la France prend officiellement le maquis à Dampierre-sur-Linotte au lieu-dit La Ferme des Roussey. Du coup, l’époque héroïque du Groupe Bir Hakeim s’achève car il est officiellement désigné comme Groupe ou section de protection de l’État-Major FFI, renforcé par huit résistants supplémentaires et confié à la responsabilité de Marcel Péronniat (adjoint : Marcel Rouselle). Jacques Collot reçoit le pseudonyme Paillasse et le grade de sergent FFI.
À la fin du mois de juin 1944, l’État-Major déménage à Filain, plus précisément au lieu-dit La Ferme des Monnins, avec l'accord de son exploitant Albert Py. Courant juillet, l'État-Major part de la ferme des Monnins pour s'installer au moulin Jean Bart, à Quenoche. Jacques Collot, en moto, traversera quelquefois des secteurs dangereux afin de porter des messages. Début août, l'État-Major déménage à Loulans-les-Forges, dans une maison située dans le parc des Grîmes. À la fin du mois, il retourne aux Monnins. Jacques Collot participe évidemment aux actions du groupe de protection de l'été 1944 : quelques sabotages, des attaques de convois par embuscades sur l'axe Vesoul-Besançon (RN 57), aux alentours de Rioz et Authoison. Le 10 septembre 1944, l'État-Major, attaqué par un détachement allemand, se replie précipitamment à la ferme des Goichots; tandis que le Commandant Guépratte, Jacques Delaval, Roger Poirot et Jacques Collot tentent de défendre l'accès au bâtiment, qui sera finalement incendié par l'ennemi. Revenus sur place le lendemain, les maquisards rencontrent les premiers éléments de la 3e DI américaine. Jacques Collot fait partie de ceux qui vont monter sur les chars Sherman afin de les guider vers Vesoul; il sera présent au défilé des FFI le 13 septembre à Vesoul, entouré de ses amis Roger Poirot et Pierre Clave. Avec la mise en place du préfet Thomassin et le retour d'un pouvoir légal civil, l'ex-État-Major s'installe de fait à l'Hôtel Mercédès et ses anciens maquisards sont affectés quelque temps à des missions de police. Jacques Collot (matricule no 5821), reconnu comme ayant servi dans les FFI d'avril 1941 au 13 septembre 1944, sera décoré de la Croix de guerre avec étoile de vermeil. Il a contracté un engagement volontaire " pour la durée de la guerre au titre du Bataillon de Marche de la Haute-Saône " jusqu'au 20 octobre de la même année. Ensuite, il est affecté à la Sécurité Militaire Territoriale (2e Bureau), placée sous les ordres du Colonel Lefait, du 20 octobre au 28 décembre 1944.  Puis, il est employé par le 5e Bureau de la Subdivision Militaire de la Haute-Saône à Vesoul; il sera promu sergent-chef et démobilisé le 27 octobre 1945.  

## Archéologie

### Explorations archéologiques à Champdamoy (Quincey, Haute-Saône) en 1942[8]
Au début de l'année 1942, sur une intuition, Jacques Collot, alors jeune chef du matériel du SCV, mène de nouvelles recherches dans la grotte de Champdamoy (Quincey). L’Est Républicain expliquera qu’il s’était mis « à étudier seul, et sérieusement, une épaisse documentation et se plongea dans la lecture de traités de spéléologie et d’archéologie ». Force est de constater qu’« au début les résultats furent décevants et les recherches furent provisoirement abandonnées ». Cet arrêt provisoire de l’exploration était dû essentiellement à d’importants blocs rocheux qui empêchaient toute progression. Une sortie récréative du SCV est planifiée le 16 mars 1942 pour voir l’avancée des travaux et un dîner est même organisé sur place en présence du président spéléo belfortain Sahler. Jacques Collot reçoit les encouragements du SCV et du pharmacien vésulien Georges Garret : « Il y a encore de beaux jours pour le Spéléo-Club de Vésulien, d’autant plus qu’il voudra s’attaquer à cette question de l’homme préhistorique si passionnante et qui jusqu’ici n’a été qu’ébauchée ». Jacques Collot met au jour des restes de poterie d'époque néolithique et des traces de foyers sous des coulées stalagmitiques ; mais rien de bien probant, en vérité.

#### Reprise des travaux et découvertes en 1944
Les travaux d’excavation se poursuivent au début de l’année 1944 avec l’aide précieuse des frères Jean et Robert Vautrain et en dépit des convocations du STO pour aller travailler en Allemagne. Jacques Collot déclare : « À Champdamoy où des fouilles furent entreprises depuis quelque temps, des résultats ont déjà été acquis : à 2,40 m de profondeur beaucoup de fragments de vase furent découverts et un foyer préhistorique fut mis au jour, sous une couche pure de 30 cm de stalagmite, cela nous montre bien que la grotte fut habitée depuis les temps les plus reculés et que les hommes préhistoriques se disputaient cette demeure à cause de l’eau proche et aussi au grand avantage qu’elle présente d’être tournée au soleil. Beaucoup de travaux sont encore à faire, pour trouver quelque chose d’intéressant, mais le travail est dur et la main-d’œuvre manque ». Ces efforts sont fructueux au printemps, mais la participation active de Jacques Collot au sein du Groupe de protection de l’état-major FFI départemental va retarder la progression des recherches. Après la Libération de Vesoul (12 septembre 1944), les opérations d’excavation reprennent grâce à quelques prisonniers de guerre mis à la disposition du SCV pour plusieurs mois.
La découverte d’une chambre funéraire (2 octobre 1945)
Jacques Collot rappelle qu’un squelette portant un bracelet en or avait déjà été mis au jour dans cette grotte autrefois. Des traces des occupants néolithiques du secteur sont finalement mises au jour peu à la fin de l’été 1945, et plus particulièrement le 2 octobre 1945 : l’existence d’une chambre funéraire contenant des vases de l’âge du bronze est révélée. Cet événement archéologique confirme de façon indéniable la présence de l’humain dans le secteur de Quincey, de Frotey-lès-Vesoul et sur les hauteurs du Sabot, au moins depuis l’époque néolithique. Le SCV avoue attendre « le rapport de M. Collot, sur les fouilles préhistoriques qu’il a menées aux grottes de Quincey, et au cours desquelles il a découvert de nombreux fragments de poteries néolithiques, et des restes de foyers dissimulés sous des coulées stalagmitiques ». Sa courte synthèse sur les fouilles archéologiques de la grotte de Champdamoy paraîtra dans le bulletin n° 2 de l’ASE (janvier 1946) et dans le Bulletin de la Société préhistorique de France, puis dans une brochure du SCV.

## Spéléologie

### La catastrophe deBlamont(Doubs)[14],[15]
Le 11 novembre 1950, sept spéléologues de Lure et Belfort sont victimes d'une violente crue survenue dans le Trou de la Creuse, à Blamont (Doubs). Six d'entre eux meurent par noyade, et seul le docteur André Mairey survivra en se réfugiant dans une partie émergée. Alerté, le président de l'ASE Roger Pelletier arrive rapidement en voiture avec Jacques Collot qui « ... à peine arrivé, ... se dévêtait et, la lampe au front, n’écoutant que son courage, ... s’est engouffré dans l’eau et dans la grotte pour s’efforcer de pénétrer jusqu’aux spéléologues prisonniers de cette eau. Roulé par le flot écumant, sortant avec une violence inouïe de cet étroit goulet, meurtri, blessé contre les aspérités du roc, glacé mais volontaire, il poussa jusqu’à l’extrême limite de ses forces, mais l’eau, à ce moment, interdisait tout passage. Il dut revenir au jour. Trois fois, il essayait de vaincre ; le flot terrible était trop fort, trop gros, trop brutal. Aucun passage n’était possible ». Un scaphandrier doit même renoncer, sa tenue étant déchirée par les rochers. L'eau, sortant violemment de la cavité, expulse du matériel puis les corps de Jacques Durupt, Antonio Salvador et Raoul Simonin : « Hélas ! Quand à neuf heures du matin, Collot, un spéléologue de Vesoul, parvient à pénétrer dans la grotte et à parcourir une vingtaine de mètres, c’est pour retrouver le corps de Raoul Simonin. Il porte encore ses lunettes et sa lampe est restée allumée ».
Roger Pelletier et Jacques Collot proposent de faire une brèche dans la barre rocheuse qui empêche l'eau de s’évacuer correctement. Avec la baisse du débit, on retrouve les corps de Maurice Roth, Michel Mozer et Claude Vien. Le 15 novembre 1950, le comité de l’ASE évoque « une terrible catastrophe spéléologique [qui] s’est abattue sur l’ASE » et salue l’action de Jacques Collot lors des opérations de sauvetage.

## Les débuts dans la compétition motocycliste
En 1938, Lucien Collot envoie son fils Jacques à Dijon comme apprenti à l'usine Terrot qui l'emploie au service des essais et rodage des motos. Pendant la guerre et l'Occupation, il travaille comme mécanicien au garage familial et s’entraîne avec les motos Terrot et Magnat-Debon du garage dans la prairie de Frotey-lès-Vesoul, avec notamment René Larcher.
Après la Libération, Jacques Collot retravaille au garage familial. Avec ses économies, il achète à Paris une 500 Magnat-Debon (Terrot) RCP. Il s'inscrit au critérium d’endurance de Lyon (21-23 mars 1947) et participe ainsi à une première compétition motocycliste mais la casse du repose-pied l'empêche de finir l'épreuve.
Lors du grand prix de Marseille (17 mai 1947) sur le Circuit du Prado, c'est le débrayage de la Terrot 500 cm3 qui lâche, mais celui qu'on appelle alors l'agent motoriste de Vesoul a conquis le public lors de sa deuxième course : « Après un faux départ, le numéro 6 (Collot) rattrape les concurrents à une vitesse vertigineuse et vire dans un style impeccable ». Jean Behra remporte l'épreuve des 500 cm3 sur sa Moto-Guzzi (devant Robert Braccini or et André Sal) mais c'est certainement de cette course qu'est née une solide amitié entre le Niçois et le Vésulien. Ils se retrouvent régulièrement au départ de courses, jusqu'à ce que Jean Behra se tourne définitivement vers la compétition auto. 

### Ma première (véritable) course: Montlhéry (15 juin 1947)
Il prend le départ de la course du Trophée Saint-Eutrope sur l'autodrome de Linas-Montlhéry (15 juin 1947). Encore une fois, il ne termine pas la course car il casse un culbuteur. Toutefois, sa prestation (maintien en tête, record du tour) attire l’attention de la presse spécialisée : « À la surprise générale, c’est un outsider, Collot, sur une 500 française, qui est en première position avec une certaine avance. Bon pilote, qui nous fit bonne impression » et de l'importateur Norton, Clément Garreau qui décide de lui trouver une « vraie moto ». Jacques Collot disposera alors d’une Magnat-Debon Inter 38 longue course puis d’une Gilera Saturno qui lui rapporte des victoires. Nous sommes loin des pléthoriques écuries d’aujourd’hui : il achète avec Georges Houel une tente canadienne pour camper près des motos et du circuit, entretient et répare lui-même.
Jacques Collot participe au grand prix de Lyon sur le Circuit du Boulevard de Ceinture (27-29 juin 1947). Il passe les essais sans difficultés mais lors de l'épreuve des 500 cm3, il est à nouveau la proie du mauvais sort : le câble qui casse l’aurait contraint à abandonner après deux tours s’il n’avait décidé de poursuivre la course en tenant le câble d’une main et en conduisant de l’autre… Il parvient même à se classer à la 10e position. Cet exploit lui vaut d’être désigné comme un « sportif courageux » par le commentateur de Radio-Lyon. Jean Behra remporte l'épreuve devant André Lhéritier et Gustave Lefèvre.
Jacques Collot s’inscrit ensuite pour l'épreuve des 500 cm3 du grand prix de Strasbourg qui a lieu le 3 août 1947. Minett percute des bottes de paille, touchant Jacques Collot au cours de son embardée. L’Italien Enrico Lorenzetti et sa nouvelle Moto-Guzzi s’attribuent la victoire, en devançant Fergus Anderson et Jean Behra, tandis que le Vésulien terminera à la dixième place.
À Tarbes, sur le circuit de Vic-Bigorre (28 septembre 1947), il est encore contraint à l'abandon par un incident technique !... L'épreuve des 500 cm3 est remportée par Fergus Anderson devant Jean Behra et Ernie Thomas. Cependant, en dépit de ses pannes répétées, le pilote vésulien a fait des débuts assez remarqués dans la compétition au cours de l’été 1947, notamment à Monthléry et à Lyon. Et l’année suivante, il va s’affirmer de façon spectaculaire, dès le mois d’avril, en remportant le Grand-prix de Nice.

## Principaux classements obtenus par Jacques Collot au cours de sa carrière de coureur motocycliste.

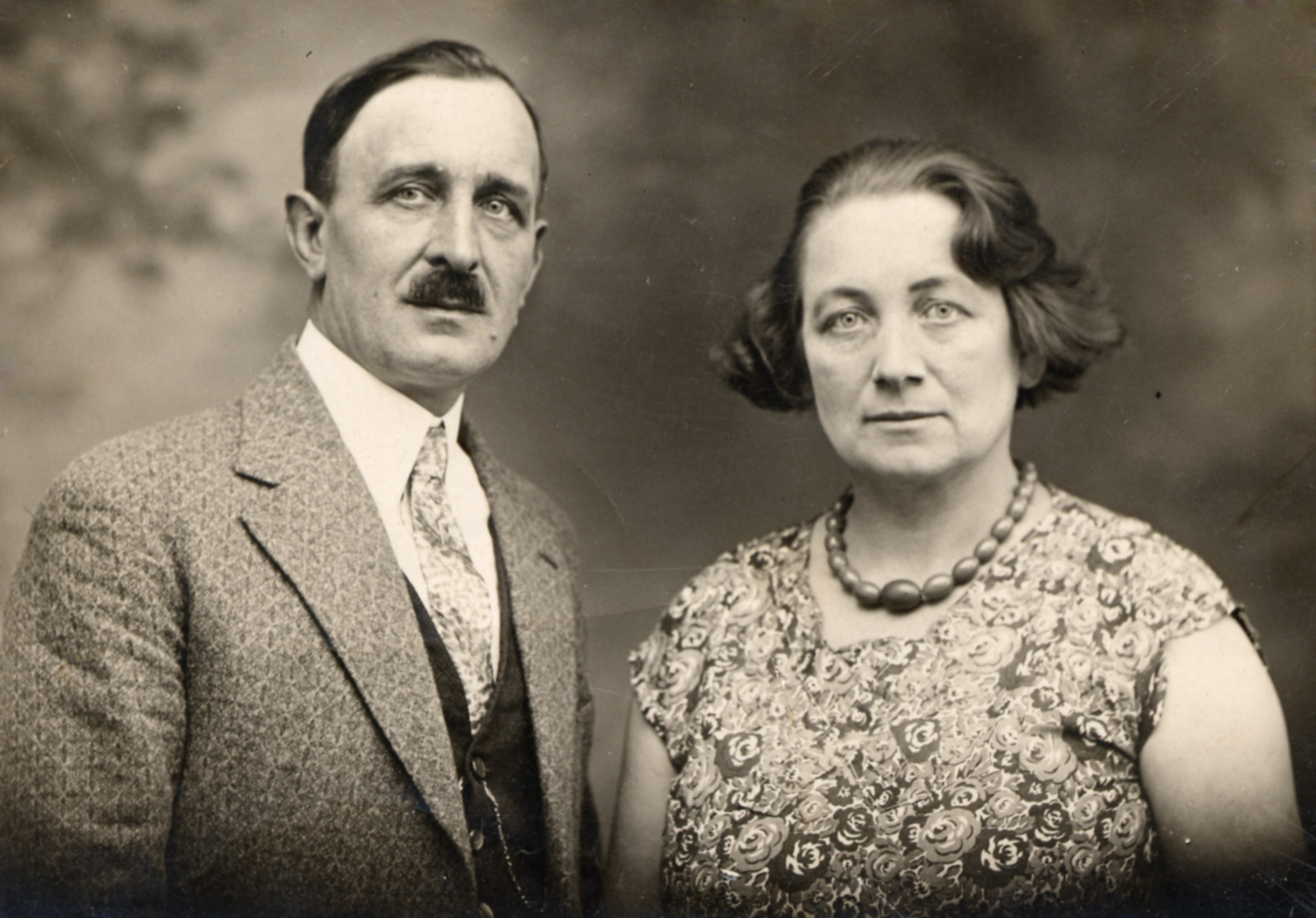
Lucien Collot et Marie Boisson.

## Principaux classements obtenus par Jacques Collot au cours de sa carrière de coureur motocycliste[20].

### 1948

#### Le grand prix de Nice (11 avril 1948), première grande victoire
Le Grand-prix Motocycliste International de Nice, organisé conjointement par le Motocycle-Club et l’Amicale motocycliste de la ville sous la direction de M. Balestre, se déroule le 11 avril 1948 sur le Circuit de la Promenade des Anglais. L’Équipe annonce 20 000 spectateurs. L’Anglais Tommy Wood s’attribue le meilleur temps aux essais, tandis que Jacques Collot (no 38), au guidon d’une Norton obtenue auprès de l’importateur Garreau, triomphe lors des éliminatoires. En effet, les 2 épreuves sur 10 tours débutent à 14 heures 10 et désignent comme vainqueurs Jean Behra (15 min 05 s) et Jacques Collot (14 min 54 s), respectivement devant le Belge Goffin et l’Italien Gobetti. La course des 500 cm3 oppose 16 concurrents sur 70 tours (totalisant 141 kilomètres 750 mètres) et semble promise à un pilote Guzzi. En effet, c’est d’abord l’Anglais Anderson (sur une nouvelle Guzzi) qui domine nettement 40 tours durant en obtenant d’ailleurs le record du tour en 1 min 24 s. Mais celui qui avait déjà cassé sa chaîne durant les essais subit un nouvel « accident mécanique » (bris de soupape) entraîne sa chute. De ce fait, l’autre pilote officiel de l’écurie Guzzi, l’Italien Lorenzetti, le remplace sans grande difficulté lorsque sa boîte à vitesse lâche et lui fait perdre tout espoir de terminer l’épreuve au 48e tour… au profit de Jean Behra. Cependant, cette belle première place allait rester provisoire car un problème d’allumage contraint le champion local à s’arrêter assez longuement au cours du 60e tour pour une réparation d’urgence ; il obtiendra tout de même la 2e place, mais ne gagnera pas la « course de sa vie ». Plusieurs abandons se produisent : Gobetti (qui est tombé), Onda, Weddel… Finalement, six coureurs seulement terminent la course. Jacques Collot, épargné cette fois par les ennuis mécaniques et « régulier au possible » comme le souligne la presse, est victorieux dans la catégorie 500 cm3 en faisant comme temps 1 heure 46 min 45 s. Si le chroniqueur de la rubrique moto de L’Équipe ne voit en lui qu’un « modeste compétiteur d’un lot relevé et bénéficiaire de cette course par élimination », heureusement Moto-Revue se montre plus élogieux : « Mais comment ne pas applaudir à la victoire du français Collot, la révélation du Trophée de St-Eutrope 1947 ? Collot s’imposa dès sa première apparition à Monthléry, accomplissant plusieurs tours en tête devant des as chevronnés ».
La course des 350 cm3 est remporté sans grande surprise par le pilote britannique Tommy Wood, qui détenait déjà le meilleur temps aux essais. Après la concentration motocycliste organisée sur l’Esplanade De Gaulle, une réception rassemble les pilotes, les organisateurs (MM. Balestre, Maeyer, Prandi, Lafaunte, etc.) et les médias. Les clubs motocyclistes italiens sont également représentés par la présence de M. Allavena.

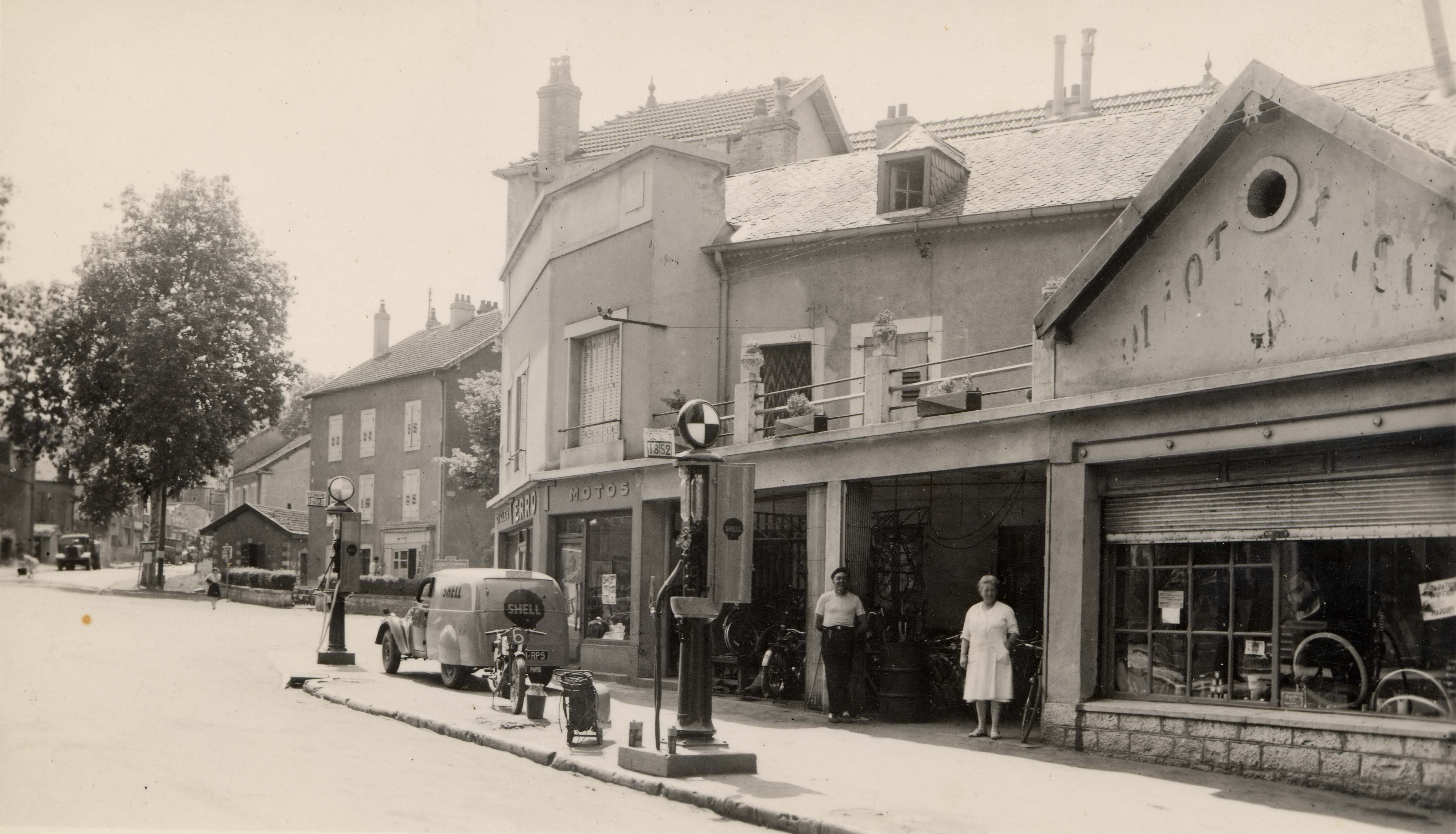
Le garage Collot, Boulevard de Besançon à Vesoul, concessionnaire Terrot et Shell.

|   | Date       | Circuit                             | Ville          | Position | Catégorie | Moto   |
| 1 | 11 avril   | Circuit de la Promenade des Anglais | Nice           | 1er      | 500 cm3   | Norton |
| 2 | 30 mai     | 1er Grand Prix de Paris             | Montlhéry      | 3e       | 500 cm3   | Norton |
| 3 | 6 juin     | 3e Circuit de Tarare                | Tarare (Rhône) | 2e       | 500 cm3   | Norton |
| 4 | 27 juin    | 2e Grands Prix de Bordeaux          | Bordeaux       | 3e       | 500 cm3   | Norton |
| 5 | 11 juillet | 3e Circuit des Remparts d'Angoulême | Angoulême      | 2e       | 500 cm3   | Norton |

### 1949
En 1949, Jacques Collot pilote des Norton Manx (version 350 cm3 et 500 cm3) et fera sa carrière avec ce type de moto monocylindre. Vu la publicité qu’il assure à Norton avec ses victoires, la marque britannique le traitera comme un client assisté à qui on offre les pièces de type standard. Pour autant, il ne sera jamais un pilote officiel Norton et ne bénéficiera jamais de moto d’usine quatre cylindres ; il se définit comme un pilote indépendant « libre d’aller courir où bon me semblait, et avec les copains qui me plaisaient », c’est-à-dire Jean Behra, Jacques Insermini, Georges Houel, mais aussi l’Espagnol Alfredo Flores, etc. Il perdra aussi un certain nombre d’amis accidentellement, car les courses et les circuits d’alors, souvent en pleine ville, sont plus risqués que maintenant : Jean Behra, Keith Campbell, Simpson, Fergus Anderson, etc.

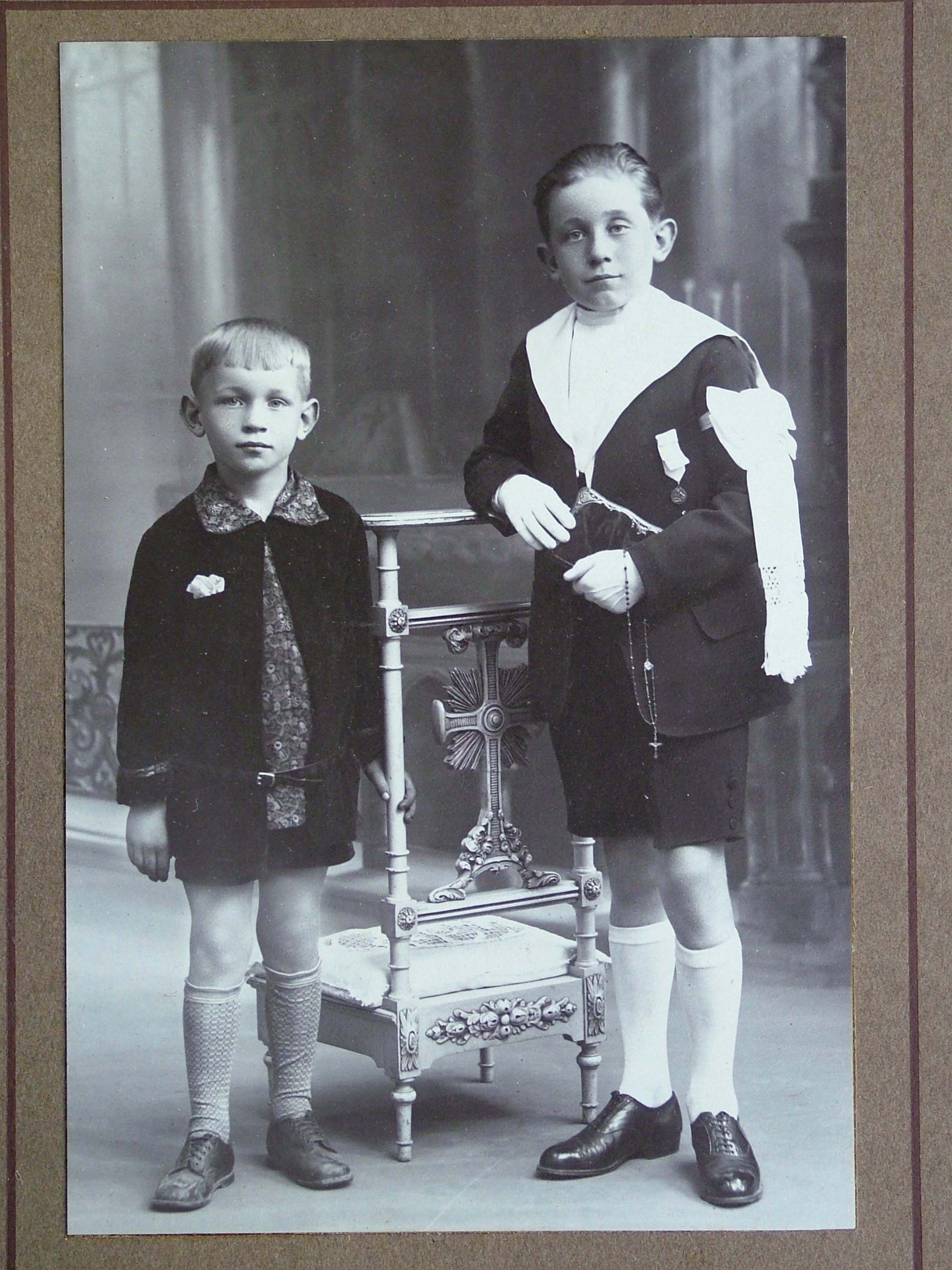
Jacques Collot (à gauche) et son frère aîné Jean faisant sa 1ère communion (26 mai 1929).

|   | Date       | Circuit                             | Ville          | Position | Catégorie | Moto   |
| 1 | 26 mai     | 4e Circuit de Tarare                | Tarare (Rhône) | 2e       | 500 cm3   | Gilera |
| 2 | 29 mai     | 1er Circuit de Vesoul               | Vesoul         | 1er      | 500 cm3   | Gilera |
| 3 | 11 juin    | 4e Circuit des Remparts d'Angoulême | Angoulême      | 2e       | 500 cm3   | Gilera |
| 4 | 19 juin    | Circuit du Médoc                    | Lesparre       | 2e       | 500 cm3   | Gilera |
| 5 | 17 juillet | Coupes Motocyclistes de Champagne   | Reims          | 3e       | 500 cm3   | Gilera |
| 6 | 9 octobre  | Coupes du Salon                     | Montlhéry      | 3e       | 500 cm3   | Gilera |

### 1950
|   | Date         | Circuit                             | Ville          | Position | Catégorie | Moto      |
| 1 | 19 mars      | Grand Prix du Parc Borély           | Marseille      | 3e       | 350 cm3   | Vélocette |
| 2 | 30 avril     | 3e Grand Prix de Paris              | Montlhéry      | 2e       | 350 cm3   | Vélocette |
| 3 | 14 mai       | Circuit du Médoc                    | Lesparre       | 1er      | 350 cm3   | Vélocette |
| 4 | 18 mai       | 5e Circuit de Tarare                | Tarare (Rhône) | 3e       | 500 cm3   | Gilera    |
| 5 | 20 août      | Circuit de Tarbes                   | Tarbes         | 1er      | 500 cm3   | Gilera    |
| 6 | 10 septembre | 1er Circuit Motocycliste de Cadours | Cadours        | 1er      | 500 cm3   | Gilera    |
| 7 | 23 septembre | Circuit de Périgueux                | Périgueux      | 1er      | 500 cm3   | Gilera    |

### 1951
|   | Date        | Circuit                               | Ville                    | Position | Catégorie | Moto      |
| 1 | 19 mars     | Grand Prix du Parc Borély             | Marseille                | 3e       | 350 cm3   | Vélocette |
| 2 | 19 mars     | Grand Prix du Parc Borély             | Marseille                | 2e       | 500 cm3   | Giléra    |
| 3 | 20 mai      | 4e Circuit de Bergerac                | Bergerac                 | 2e       | 500 cm3   | Gilera    |
| 4 | 3 juin      | 1er Circuit Motocycliste Montalbanais | Montauban                | 1er      | 500 cm3   | Gilera    |
| 5 | 9 juin      | 6e Circuit des Remparts d'Angoulême   | Angoulême                | 1er      | 500 cm3   | Gilera    |
| 6 | 19 août     | 1er Circuit de Farrou                 | Villefranche-de-Rouergue | 1er      | 500 cm3   | Gilera    |
| 7 | 26 août     | 3e Circuit de Vesoul                  | Vesoul                   | 1er      | 350 cm3   | Vélocette |
| 8 | 9 septembre | 2e Circuit Motocycliste de Cadours    | Cadours                  | 1er      | 500 cm3   | Gilera    |
| 9 | 7 octobre   | Coupes du Salon                       | Montlhéry                | 2e       | 500 cm3   | Norton    |

### 1952
|    | Date         | Circuit                            | Ville                    | Position | Catégorie | Moto   |
| 1  | 26 avril     | Grand Prix du Parc Borély          | Marseille                | 2e       | 500 cm3   | Norton |
| 2  | 1er mai      | Prix du Président de la République | Montlhéry                | 2e       | 500 cm3   | Norton |
| 3  | 25 mai       | Circuit de Perpignan               | Perpignan                | 3e       | 350 cm3   | Norton |
| 4  | 25 mai       | Circuit de Perpignan               | Perpignan                | 1er      | 500 cm3   | Norton |
| 5  | 15 juin      | Circuit de Picardie                | Amiens                   | 1er      | 500 cm3   | Norton |
| 6  | 29 juin      | 7e Circuit de Tarare               | Tarare (Rhône)           | 3e       | 500 cm3   | Norton |
| 7  | 13 juillet   | Grand Prix de France               | Albi                     | 3e       | 500 cm3   | Norton |
| 8  | 3 août       | 4e Circuit de Vesoul               | Vesoul                   | 2e       | 350 cm3   | Norton |
| 9  | 3 août       | 4e Circuit de Vesoul               | Vesoul                   | 2e       | 500 cm3   | Norton |
| 10 | 10 août      | Grand Prix du Comminges            | Saint-Gaudens            | 2e       | 500 cm3   | Norton |
| 11 | ?            | Circuit d’Alsace                   | Strasbourg               | 1er      | 350 cm3   | Norton |
| 12 | ?            | Circuit d’Alsace                   | Strasbourg               | 1er      | 500 cm3   | Norton |
| 13 | 17 août      | 2e Circuit de Farrou               | Villefranche-de-Rouergue | 1er      | 350 cm3   | Norton |
| 14 | 17 août      | 2e Circuit de Farrou               | Villefranche-de-Rouergue | 2e       | 500 cm3   | Norton |
| 15 | 14 septembre | 3e Circuit Motocycliste de Cadours | Cadours                  | 1er      | 500 cm3   | Norton |
| 16 | 21 septembre | 8e Circuit d’Avignon               | Avignon                  | 2e       | 500 cm3   | Norton |
| 17 | 28 septembre | Circuit d’Agen                     | Agen                     | 2e       | 500 cm3   | Norton |

Jacques Collot devient Champion de France Inters 1952 dans la catégorie 500 cm3.

### 1953
|    | Date         | Circuit                               | Ville                    | Position | Catégorie | Moto   |
| 1  | 10 mai       | 2e Circuit de Rochefort-sur-Mer       | Rochefort-sur-Mer        | 1er      | 350 cm3   | Norton |
| 2  | 10 mai       | 2e Circuit de Rochefort-sur-Mer       | Rochefort-sur-Mer        | 1er      | 500 cm3   | Norton |
| 3  | 17 mai       | 6e Circuit de Bergerac                | Bergerac                 | 1er      | 350 cm3   | Norton |
| 4  | 31 mai       | 4e Circuit des Salins                 | Clermont-Ferrand         | 1er      | 350 cm3   | Norton |
| 5  | 31 mai       | 4e Circuit des Salins                 | Clermont-Ferrand         | 1er      | 500 cm3   | Norton |
| 6  | 7 juin       | 5e Circuit de Moulins                 | Moulins                  | 1er      | 350 cm3   | Norton |
| 7  | 7 juin       | 5e Circuit de Moulins                 | Moulins                  | 1er      | 500 cm3   | Norton |
| 8  | 14 juin      | 4e Circuit de Lyon                    | Lyon                     | 1er      | 500 cm3   | Norton |
| 9  | 26 juillet   | 5e Circuit de Vesoul                  | Vesoul                   | 2e       | 500 cm3   | Norton |
| 10 | 2 août       | 1er Circuit de Villefranche-sur-Saône | Villefranche-sur-Saône   | 1er      | 350 cm3   | Norton |
| 11 | 16 août      | 3e Circuit de Farrou                  | Villefranche-de-Rouergue | 3e       | 500 cm3   | Norton |
| 12 | 13 septembre | 9e Circuit d’Avignon                  | Avignon                  | 3e       | 350 cm3   | Norton |
| 13 | 13 septembre | 9e Circuit d’Avignon                  | Avignon                  | 2e       | 500 cm3   | Norton |

Jacques Collot devient Champion de France Inters 1953 dans la catégorie 500 cm3.

### 1954
|    | Date         | Circuit                                        | Ville                    | Position         | Catégorie | Moto   |
| 1  | 9 mai        | 7e Circuit de Vitesse Motocycliste du Dauphiné | Grenoble                 | 2e               | 500 cm3   | Norton |
| 2  | 16 mai       | 3e Circuit de Rochefort-sur-Mer                | Rochefort-sur-Mer        | 2e               | 350 cm3   | Norton |
| 3  | 16 mai       | 3e Circuit de Rochefort-sur-Mer                | Rochefort-sur-Mer        | 2e               | 500 cm3   | Norton |
| 4  | 23 mai       | Circuit de l’Est                               | Mulhouse                 | 1er              | 350 cm3   | Norton |
| 5  | 23 mai       | Circuit de l’Est                               | Mulhouse                 | 1er              | 500 cm3   | Norton |
| 6  | 30 mai       | Grand Prix de France                           | Reims                    | 3e               | 500 cm3   | Norton |
| 7  | 6 juin       | 6e Circuit de Moulins                          | Moulins                  | 3e               | 350 cm3   | Norton |
| 8  | 6 juin       | 6e Circuit de Moulins                          | Moulins                  | 1er              | 500 cm3   | Norton |
| 9  | 13 juin      | 4e Circuit de Lyon                             | Lyon                     | 1er (1re course) | 500 cm3   | Norton |
| 10 | 13 juin      | 4e Circuit de Lyon                             | Lyon                     | 1er (2e course)  | 350 cm3   | Norton |
| 11 | 13 juin      | Circuit de Mulhouse                            | Mulhouse                 | 1er              | 350 cm3   | Norton |
| 12 | 13 juin      | Circuit de Mulhouse                            | Mulhouse                 | 1er              | 500 cm3   | Norton |
| 13 | 20 juin      | Circuit de Giromagny                           | Giromagny                | 1er              | 350 cm3   | Norton |
| 14 | 20 juin      | Circuit de Giromagny                           | Giromagny                | 1er              | 500 cm3   | Norton |
| 15 | 4 juillet    | 3e Circuit Motocycliste Montalbanais           | Montauban                | 1er              | 500 cm3   | Norton |
| 16 | 11 juillet   | Grand Prix du Comminges                        | Saint-Gaudens            | 1er              | 500 cm3   | Norton |
| 17 | 25 juillet   | 6e Circuit de Vesoul                           | Vesoul                   | 3e               | 350 cm3   | Norton |
| 18 | 25 juillet   | 6e Circuit de Vesoul                           | Vesoul                   | 2e               | 500 cm3   | Norton |
| 19 | 8 août       | 4e Circuit de Farrou                           | Villefranche-de-Rouergue | 1er              | 350 cm3   | Norton |
| 20 | 8 août       | 4e Circuit de Farrou                           | Villefranche-de-Rouergue | 1er              | 500 cm3   | Norton |
| 21 | 5 septembre  | 10e Circuit d’Avignon                          | Avignon                  | 2e               | 350 cm3   | Norton |
| 22 | 19 septembre | 4e Circuit Motocycliste de Cadours             | Cadours                  | 1er              | 350 cm3   | Norton |
| 23 | 19 septembre | 4e Circuit Motocycliste de Cadours             | Cadours                  | 1er              | 500 cm3   | Norton |

Jacques Collot devient Champion de France Inters 1954 dans la catégorie 500 cm3.

### 1955
|   | Date    | Circuit                         | Ville             | Position        | Catégorie | Moto   |
| 1 | 1er mai | 3e Circuit de Bourg-en-Bresse   | Bourg-en-Bresse   | 1er             | 500 cm3   | Norton |
| 2 | 8 mai   | 4e Circuit de Rochefort-sur-Mer | Rochefort-sur-Mer | 1er             | 350 cm3   | Norton |
| 3 | 8 mai   | 4e Circuit de Rochefort-sur-Mer | Rochefort-sur-Mer | 1er             | 500 cm3   | Norton |
| 4 | 5 juin  | 7e Circuit de Moulins           | Moulins           | 3e              | 500 cm3   | Norton |
| 5 | 12 juin | 5e Grand Prix de Lyon           | Lyon              | 2e (1re course) | 500 cm3   | Norton |
| 6 | 12 juin | 5e Grand Prix de Lyon           | Lyon              | 2e (2e course)  | 500 cm3   | Norton |

La fin de la saison 1955 est annulée après l’accident du 11 juin sur le Circuit de la Sarthe (24h du Mans).

Jacques Collot devient Champion de France Inters 1955 dans la catégorie 500 cm3.

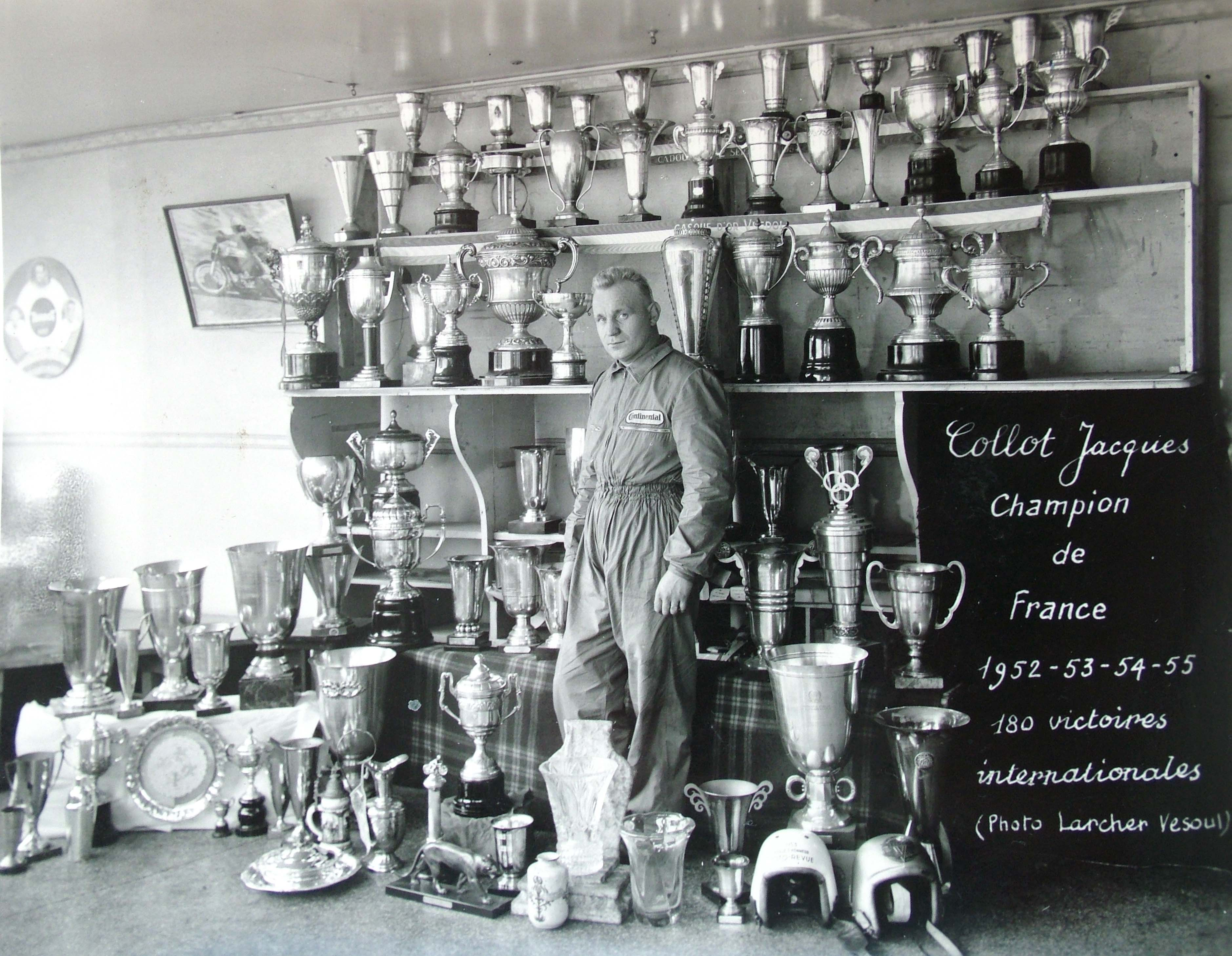
Jacques Collot et ses victoires (1955).

#### Le grand prix de Gênes (Italie) 1955
La victoire de Jacques Collot au grand prix de Gênes demeurera un moment exceptionnel dans sa carrière : « En fait, avec la présence des écuries officielles Gilera et MV, nous n’avions aucune chance… sur le papier. Je ne sais quelle rage m’a pris, mais j’ai fait la course dans un véritable état second, freinant limite limite, raclant à chaque virage la petite plaque d’acier clouée sous mes bottes et qui servait de repère juste avant la glissade. Comme le circuit avait quelques parties sinueuses j’attaquais ainsi en tête les lignes droites. Les trois Gilera me repassaient avec 20 km/h de plus et je repiquais au truc dans la partie sinueuse. Puis, il n’y eut que deux Gilera qui ont doublé, c’était déjà ça. Mais c’étaient les deux meilleurs pilotes de l’écurie et je me suis fait un peu distancer. En me défonçant je les ai repris, puis largués et j’ai eu une avance suffisante. C’était dans la poche ! Je passe la ligne et… il paraît que j’avais encore un tour à faire… En attendant, Liberati était passé. Je relance, fais un tour canon, le repique au freinage, sort limite de la dernière courbe et gagne avec encore deux secondes. Je crois que ça a été du grand spectacle… ». Les organisateurs italiens, ulcérés, retardent la proclamation définitive des résultats, multiplient les contrôles techniques jusqu’à la nuit et décident finalement de remettre l’énorme coupe d’argent promise… au premier Italien ! Jacques Collot envoie promener le directeur de Gilera qui voulait l’embaucher comme pilote officiel : « J’avais passé l’après-midi à arroser mon succès, je reconnais que j’étais un peu « ému ». Aussi, face à cette proposition, je lui rétorquai avec mon italien hispanisant des plus approximatifs « Vos corridors, c’est des rigolados », message qui fut reçu 5 sur 5. Il n’a pas apprécié du tout… »

### 1956
|   | Date    | Circuit                       | Ville                    | Position | Catégorie | Moto   |
| 1 | 13 mai  | 4e Circuit de Bourg-en-Bresse | Bourg-en-Bresse          | 1er      | 350 cm3   | Norton |
| 2 | 13 mai  | 4e Circuit de Bourg-en-Bresse | Bourg-en-Bresse          | 2e       | 500 cm3   | Norton |
| 3 | 3 juin  | 8e Circuit de Moulins         | Moulins                  | 2e       | 500 cm3   | Norton |
| 4 | 5 août  | 5e Circuit de Farrou          | Villefranche-de-Rouergue | 2e       | 350 cm3   | Norton |
| 5 | 5 août  | 5e Circuit de Farrou          | Villefranche-de-Rouergue | 2e       | 500 cm3   | Norton |
| 6 | 12 août | Circuit de Nice               | Nice                     | 1er      | 500 cm3   | Norton |
| 7 | 26 août | 3e Circuit des Landais        | Clermont-Ferrand         | 1er      | 350 cm3   | Norton |

Jacques Collot devient Champion de France Inters 1956 dans la catégorie 350 cm3.

### 1957
|    | Date       | Circuit                             | Ville                    | Position | Catégorie | Moto   |
| 1  | 21 avril   | 10e Circuit de Vitesse de Pau       | Pau                      | 2e       | 500 cm3   | Norton |
| 2  | 5 mai      | 5e Circuit de Bourg-en-Bresse       | Bourg-en-Bresse          | 1er      | 500 cm3   | Norton |
| 3  | 26 mai     | Circuit du Berry                    | Bourges                  | 1er      | 350 cm3   | Norton |
| 4  | 26 mai     | Circuit du Berry                    | Bourges                  | 1er      | 500 cm3   | Norton |
| 5  | 2 juin     | 9e Circuit de Moulins               | Moulins                  | 3e       | 350 cm3   | Norton |
| 6  | 9 juin     | 1er Circuit de Pernes-les-Fontaines | Pernes-les-Fontaines     | 1er      | 500 cm3   | Norton |
| 7  | 16 juin    | 2e Circuit d’Obernai                | Obernai                  | 1er      | 350 cm3   | Norton |
| 8  | 16 juin    | 2e Circuit d’Obernai                | Obernai                  | 1er      | 500 cm3   | Norton |
| 9  | 30 juin    | 5e Circuit Motocycliste de Cadours  | Cadours                  | 1er      | 350 cm3   | Norton |
| 10 | 7 juillet  | Course nationale                    | Reims                    | 1er      | 500 cm3   | Norton |
| 11 | 21 juillet | 7e Circuit de Vesoul                | Vesoul                   | 3e       | 350 cm3   | Norton |
| 12 | 28 juillet | 3e Circuit Motocycliste de Caen     | Caen                     | 3e       | 500 cm3   | Norton |
| 13 | 4 août     | 6e Circuit de Farrou                | Villefranche-de-Rouergue | 2e       | 500 cm3   | Norton |

Jacques Collot devient Champion de France Inters 1957 dans la catégorie 500 cm3.

### 1958
|   | Date    | Circuit                       | Ville           | Position | Catégorie | Moto   |
| 1 | 4 mai   | 6e Circuit de Bourg-en-Bresse | Bourg-en-Bresse | 2e       | 350 cm3   | Norton |
| 2 | 4 mai   | 6e Circuit de Bourg-en-Bresse | Bourg-en-Bresse | 1er      | 500 cm3   | Norton |
| 3 | 25 mai  | 11e Circuit de Vitesse de Pau | Pau             | 1er      | 250 cm3   | Norton |
| 4 | 25 mai  | 11e Circuit de Vitesse de Pau | Pau             | 1er      | 500 cm3   | Norton |
| 5 | 8 juin  | Circuit du Berry              | Bourges         | 1er      | 350 cm3   | Norton |
| 6 | 8 juin  | Circuit du Berry              | Bourges         | 1er      | 500 cm3   | Norton |
| 7 | 15 juin | 5e Circuit Jean Roland        | Charleville     | 1er      | 500 cm3   | Norton |
| 8 | 29 juin | 3e Circuit d’Obernai          | Obernai         | 3e       | 350 cm3   | Norton |
| 9 | 29 juin | 3e Circuit d’Obernai          | Obernai         | 3e       | 500 cm3   | Norton |

Jacques Collot devient Champion de France Inters 1958 dans la catégorie 350 cm3 et 500 cm3.

### 1959
|   | Date    | Circuit                       | Ville           | Position | Catégorie | Moto   |
| 1 | 10 mai  | 7e Circuit de Bourg-en-Bresse | Bourg-en-Bresse | 3e       | 350 cm3   | Norton |
| 2 | 21 juin | 3e Circuit d’Obernai          | Obernai         | 3e       | 350 cm3   | Norton |

### 1960
|   | Date    | Circuit          | Ville | Position | Catégorie | Moto   |
| 1 | 12 juin | Course nationale | Rouen | 2e       | 500 cm3   | Norton |